# Bogusława Baranowska
Bogusława Maria Baranowska (ur. 11 października 1937) – polski lekarz internista i endokrynolog, nauczyciel akademicki, profesor nauk medycznych.

## Życiorys
W 1961 ukończyła studia w Wydziale Lekarskim Akademii Medycznej w Warszawie. Specjalista w zakresie chorób wewnętrznych (I stopień w 1967 i II stopień w 1971) i endokrynologii (II stopień w 1981).
Stopień doktora nauk medycznych uzyskała w 1973 w Centrum Medycznym Kształcenia Podyplomowego w Warszawie na podstawie pracy pt. Przydatność kliniczna frakcjonowania 17-ketosterydów metodą chromatografii cienkowarstwowej. W 1979 w tej samej uczelni uzyskała stopień doktora habilitowanego na podstawie pracy pt. Patofizjologia i leczenie zaburzeń hormonalnych u chorych z przerostem gruczołu krokowego. W 1992 otrzymała tytuł profesora.
Zawodowo związana z Kliniką Endokrynologii Centrum Medycznym Kształcenia Podyplomowego oraz Warszawskim Uniwersytetem Medycznym.
Członkini m.in.: Polskiego Towarzystwa Endokrynologicznego, Polskiego Towarzystwo Neuroendokrynologicznego, Komisji Endokrynologii i Metabolizmu PAN, International Society of Neuroendocrinology i European Neuroendocrinology Association.
Autorka lub współautorka ponad 220 publikacji krajowych i zagranicznych.

## Odznaczenia
- Krzyż Kawalerski Orderu Odrodzenia Polski[4]
- Złoty Krzyż Zasługi[2]
- Medal Komisji Edukacji Narodowej[2]